# مارسيل ويلاند
كان مارسيل ويلاند (مواليد 1927) مترجما لأعمال آدم ميتسكيفيتش مثل «بان تيدوس» «وصدى: قصائد الهولوكوست». «الكلمة: 200 عام من الشعر البولندي»، 2010، أد. براندل وشليزنجر، بلاكهيث، نيو ساوث ويلز، أستراليا، ISBN 978-1-921556-03-6. أحدث أعماله المنشورة هي ترجمة الأعمال المختارة لجوليان تويم، وبراندل وشليزنجر، وبلاكهيث نيو ساوث ويلز

## حياته
ولد ويلاند في وودج، بولندا.فرت عائلته من الألمان في سبتمبر 1939، حيث لجأوا أولاً إلى ليتوانيا. هناك، حصلوا بحظ وافر على تأشيرات دخول من الدبلوماسي الياباني تشيوني سوجيهارا، ومن ثم انتقلوا عبر الاتحاد السوفيتي إلى اليابان. وقد تم احتجازهم من قبل اليابانيين في شنغهاي، الصين، لما تبقى من الحرب العالمية الثانية. وأخيرًا استقرت العائلة في سيدني، أستراليا، في عام 1946، حيث درس الهندسة المعمارية والقانون.
وفي عام 1952، تزوج ويلاند من الفنانة فيليب كين، وعاشا في موسمان بسيدني، أستراليا. لديهم خمسة أبناء وواحد وعشرون حفيدًا وثلاثة أحفاد.

## أعماله
ترجم ويلاند "Pan Tadeusz"(آخر غزوة في ليتواني) لآدم ميكيفيتش إلى الإنجليزية. تحتفظ هذه الترجمة بالإيقاع والبنية القافيّة للأصل البولندي. لقد بدأ في الستينيات كمحاولة لإيصال إحساس أفضل بالأصل، وكان مخصصًا في البداية لعائلته في أستراليا. شجعه على الاستمرار، وأكمله على أمل أن يكون ذا قيمة لجمهور أوسع.
في عام 2007 تم نشر «أصداء: قصائد المحرقة». ترجم القصائد لشعراء بولنديين، يهود وغير يهود، كتبها خلال الهولوكوست وبعدها ناجون وشهود وغيرهم.
في أغسطس 2010، نشر براندل وشليزنجر «الكلمة: 200 عام من الشعر البولندي». تعد القصيدة أولى مختارات ثنائية اللغة تُنشر على الإطلاق. في عام 2012، نشر نفس الناشر مختاراته من نثر وشعر Wadysław Szlengel: «ما قرأته للموتى».
في عام 2014، نشر براندل ووشليزنجر «الحب والجنس والموت في شعر بوليسواف زلينجيل».
في عام 2017، نشر براندل شليزنجر «قصائد جوليان تويم المختارة».
في جميع أنحاء العالم تم الاعتراف بمارسيل بترجماته. حصل في عام 2005 على وسام الاستحقاق من قبل الحكومة البولندية لمساهماته في الثقافة البولندية، وفي عام 2008 حصل أيضًا على وسام أستراليا، ونال في عام 2012 (من قبل رئيس بولندا) وسام صليب الضابط للكومنولث البولندي، وفي 2013 حصل على الميدالية الذهبية (غلوريا أرتيس) من قبل وزير الثقافة البولندي.

## روابط خارجية
- Marcel Weyland's website
- Marcel Weyland's story
- Marcel Weyland: Medal of the Order of Australia (Australian Government website)